# Удонтхани (аэропорт)
Международный аэропорт Удонтхани (тайск. ท่าอากาศยานอุดรธานี), (ИАТА: UTH, ИКАО: VTUD) — аэропорт совместного базирования, обслуживающий коммерческие авиаперевозки города Удонтхани (одноимённой провинции, Таиланд). Находится под управлением государственной компании Аэропорты Таиланда и Королевских военно-воздушных сил Таиланда.

## Общие сведения
Международный аэропорт Удонтхани расположен на высоте 176 метров над уровнем моря и эксплуатирует одну взлётно-посадочную полосу 12/30 размерами 3048х45 метров с асфальтобетонным покрытием.
В современном периоде аэропорт обрабатывает регулярные рейсы в оба международных аэропорта Бангкока: Донмыанг и Суваннапум, а также в международный аэропорт Пхукет
В 2006 году услугами аэропорта воспользовалось 677 411 пассажиров.

## Военно-воздушные силы
Помимо гражданской авиации международный аэропорт Удонтхани активно используется Королевскими военно-воздушными силами Таиланда. Здесь базируется 23-е авиационное крыло 2-й авиадивизии ВВС страны.